# Шмит, Фёдор Иванович
Фёдор Иванович Шмит, (урожд. Федор Карл Эрнест Шмидт, нем. Schmidt) (3 мая 1877, Санкт-Петербург — 10 ноября по др. источникам — 3 декабря 1937, Ташкент) — российский и советский византолог, археолог, музеевед, искусствовед, теоретик искусства. Действительный член АН Украинской ССР (с 1921).

## Биография
Родился в семье обрусевших немцев: действительного статского советника Карла Иоганна Адольфа Эрнестовича Шмита и его жены Марии Карловны (урождённой Шуберт), дочери придворного музыканта-виолончелиста.
Получил образование в немецкой классической гимназии им. Св. Екатерины в Петербурге (1886—1894).
В 1894 г. ушёл из отцовского дома и поступил на историко-филологический факультет Императорского Санкт-Петербургского университета, параллельно занимаясь репетиторством для оплаты обучения, жилья и пропитания. Учился у А. В. Прахова, чьи лекции определили главный научный интерес Шмита — история искусств. По окончании университета был оставлен при кафедре, затем некоторое время служил гувернёром-преподавателем у сына посла России в Италии А. И. Нелидова.
Впоследствии, был рекомендован Нелидовым для поступления в магистратуру к византинисту Ф. И. Успенскому, руководителю Русского археологического института в Константинополе.
В 1901—1904 гг. был профессорским стипендиатом у Ф. И. Успенского, написав книгу о мозаиках Кахриэ Джами: «Кахриэ Джами, I. История монастыря Хоры. Архитектура мечети. Мозаики нарфиков» (София, 1906. II. Альбом. Мюнхен, 1906. — «Известия Русского археологического института в Константинополе», XI).
В 1904—1908 гг. преподавал древние языки в Петербургской гимназии имени императора Александра II.
В 1909 г. защитил по мозаикам Кахрие Джами магистерскую диссертацию, в 1908—1912 гг. работал в Русском археологическом институте ученым секретарём.
Много путешествовал, изучая и копируя в зарисовках памятники искусства Италии, Германии, Греции и балканских стран, участвовал в конгрессе востоковедов в Афинах (1912).
С 1912 года ─ профессор, заведующий кафедрой теории и истории искусств Харьковского университета, заведующий музейной секции Всеукраинского комитета охраны памятников старины Наркомпроса УССР (1919 — 1920),
С 1921 по 1924 год ─ председатель Археологической комиссии и других учреждений ВУАН  в Киеве.
С конца 1924 года профессор Ленинградского государственного университета и директор Государственного института истории искусств.
Шмит — выдающийся исследователь архитектуры и живописи Византии, балканских стран, стран Ближнего Востока и в частности Киевской Руси. Ф. И. Шмит — создатель оригинальной «теории прогрессивного циклического развития искусства».
Труды по теории и истории искусства: «Искусство, его психология, его стилистика, его эволюция» (Харьков, 1919), «Искусство старой Руси-Украины» (Харьков, 1919), «Исторические, этнографические, художественные музеи. Очерк истории и теории музейного дела». (Харьков, 1919), «Психология рисования» (Киев, 1921), «Памятники древнерусского искусства» (1922), «Искусство как предмет обучения» (Киев, 1923), «Искусство. Основные проблемы теории и истории» (1925) и другие.
В статье «Заметки о поздневизантийских храмовых росписях» (Византийский временник, № 22. 1916, стр. 101—102) Ф. И. Шмит писал, что историкам необходимо «восстановить, насколько теперь ещё возможно, вычеркнутые киевскими грекофилами главы русской истории».
Руководил совместно с Н. И. Репниковым в 1930 году археологическими раскопками на городище Эски-Кермен.
26 ноября 1933 г. он был арестован в Ленинграде по «делу РНП» (ст. УК58–10, 11). Ф. Шмит обвинялся в осуществлении руководства «украинским филиалом организации», готовившим вооруженное восстание с целью отторжения Украины и присоединения ее к Германии. Он был осужден на пять лет ИТЛ с заменой высылкой в Казахстан (Акмолинск) на тот же срок.
В Акмолинске Ф. Шмит был лишён возможности работать, числился статистиком Стройконтроля, некоторое время преподавал историю и географию в средней школе.
В 1935 г. Ф.И. Шмита перевели в Ташкент, где он был принят в Государственный музей искусств УзбССР на должность научного консультанта по вопросам русского и европейского искусства, занимался изучением художественной культуры Средней Азии.
Шмит в это время производит впечатление человека глубоко подавленного, морально сломленного. Два последних года Ф. Шмита поддерживала любая возможность работы по специальности. В Ташкенте Шмит писал научные статьи, участвовал в организации и проведении художественных выставок, добился разрешения на поездку в Самарканд, где исследовал архитектурный ансамбль Регистан, купол мавзолея Гур-Эмир. Он с азартом взялся за составление каталога художественного музея в Ташкенте, который так и не был опубликован.
1 февраля 1937 г. Ф. Шмит уволен с последнего места работы. В августе 1937 г. по доносу в НКВД о «контрреволюционном» характере прочитанных им лекций вновь арестован и приговорён к расстрелу.
Расстрелян в Ташкенте 10 ноября 1937 года (по сведениям МВД РФ) или 3 декабря 1937 года (по сведениям КГБ УзбССР), но родственникам позднее был выдана бумага, согласно которой Ф. И. Шмит умер в лагере в 1941 г. «от старческой дряхлости».
Реабилитирован по обоим делам в 1956 году. Однако лишь в 1992 году киевским искусствоведом В. А. Афанасьевым был выявлен и обнародован истинный год смерти учёного (на основании документов из архивов ОГПУ—НКВД).

## Семья
- Жена (с 1904): Павла Станиславовна Шпер.
- Дочь Павла (р. 1907).
- Сын Валерий (р. 1910)[19].